# Zwiartów-Kolonia
Zwiartów-Kolonia – kolonia w Polsce, położona w województwie lubelskim, w powiecie tomaszowskim, w gminie Krynice.
| SIMC    | Nazwa         | Rodzaj        |
| ------- | ------------- | ------------- |
| 0892145 | Leśne Doliny  | część kolonii |
| 0892151 | Pniaki        | część kolonii |
| 0892168 | Średnia Droga | część kolonii |
| 0892174 | Zastaw        | część kolonii |
| 0892180 | Zastawki      | część kolonii |

W latach 1975–1998 kolonia administracyjnie należała do województwa zamojskiego.
Kolonia jest sołectwem w gminie Krynice.